# Gene Lees
Frederick Eugene John „Gene“ Lees (* 8. Februar 1928 in Hamilton, Ontario; † 22. April 2010 in Ojai, Kalifornien) war ein kanadischer Journalist, Jazzautor, Liedtexter, Sänger und Musikkritiker.

## Leben
Lees begann ab 1948 als Journalist für kanadische Zeitungen zu schreiben (The Hamilton Spectator, Toronto Telegram, Montreal Star). Ab 1955 war er in den USA, wo er für die Louisville Times in Kentucky Musikkritiken schrieb. 1959 bis 1962 war er einer der Herausgeber des Jazzmagazins Down Beat. Danach schrieb er freiberuflich unter anderem für High Fidelity, Stereo Review, The New York Times, Toronto Star, Toronto Globe and Mail. Insgesamt erhielt er für seine Kritiken fünf Ascap-Deems-Taylor Awards. Ab 1981 gab er monatlich die Jazzletters heraus, mit Jazzkritiken von ihm und anderen Autoren, die er auch in drei Sammelbänden veröffentlichte. Er schrieb über 100 Liner Notes unter anderem zu Platten von John Coltrane und Stan Getz.
Lees schrieb den englischen Text Quiet night and quiet stars zu Corcovado von Antônio Carlos Jobim (geschrieben auf einer Brasilien-Tour mit dem Paul Winter Sextett 1961), der unter anderem von Frank Sinatra, Peggy Lee, Sarah Vaughan und Diana Krall interpretiert wurde. Er verfasste auch weitere englische Liedtexte für brasilianische Musiker der Bossa-Nova-Welle, zum Beispiel zu Waltz for Debby von Bill Evans und für Charles Aznavour.
Er schrieb die Biographien von Oscar Peterson, Alan Jay Lerner, Frederick Loewe, Woody Herman und Johnny Mercer und war Ko-Autor der Autobiographie von Henry Mancini (1989). Außerdem schrieb er zwei Romane und veröffentlichte mehrere Platten, auf denen er eigene Lieder singt, zuerst Anfang der 1970er Jahre, als er 1971 bis 1974 in Kanada eine eigene Plattenfirma Kanata leitete. Lee studierte Anfang der 1960er Jahre Klavier, Gitarre (bei dem brasilianischen Gitarristen Oscar Castro-Neves in New York) und (im Fernstudium am Berklee College of Music) Komposition. 1971 hatte er kurz eine eigene Late-Night-Fernseh-Show bei CBC und 1973/74 eine eigene Radioshow „Gene Lees and Friends“ in Toronto.

## Schriften
Jazz-Biographien
- Portrait of Johnny – The Life of John Herndon Mercer, Pantheon Books 2004
- Inventing Champagne – The Worlds of Lerner and Loewe, New York, St. Martin’s Press 1990
- Oscar Peterson. The Will to Swing, Toronto 1988, Cooper Square Press 2000
  - Übers. Wolfram Knauer: The will to swing, Oscar Peterson (ein Leben für die Musik). Hannibal, Wien 1990
- mit Graham Lees: Leader of the Band – The Life of Woody Herman. Oxford University Press 1995
- mit Henry Mancini: Did They Nention the Music? Chicago, Contemporary Books, 1989 (Autobiographie von Mancini)

Sammlungen seiner Jazz-Kritiken
- Singers and the Song, Oxford University Press 1987
- Singers and the Song II, Oxford University Press 1998
- Meet me at Jim and Andy’s – Jazz Musicians and their World, Oxford University Press 1988
- Waiting for Dizzy, Oxford University Press 1991

Weitere Jazz-Bücher, teilweise gemischt mit persönlichen Erinnerungen
- Jazz Lives – 100 Portraits in Jazz, Toronto, Stewart House 1992
- Cats of Any Colour: Jazz Black and White, Oxford University Press 1994
- You Can’t Steel a Gift: Dizzy, Clark, Milt and Nat, 2001 (Kapitel zu Dizzy Gillespie, Milt Hinton, Clark Terry, Nat King Cole)
- Arranging the Score: Portraits of the Great Arrangers, Continuum, New York, 2000, ISBN 978-0-304-70488-0.
- Friends Along the Way – A Journey Through Jazz, 2008 (Autobiographie)

Sonstiges
- The Modern Rhyming Dictionary: How to Write Lyrics A Practical Guide to Lyric Writing for Songwriters and Poets, Greenwich, Cherry Lane Books, 1987
- And Sleep Until Noon, New York, Trident Press, 1967 (Roman)
- Song Lake Summer. 2008 (Roman)